# Tout feu, tout flamme
Pour plus de détails, voir Fiche technique et Distribution.
Tout feu, tout flamme est un film français réalisé par Jean-Paul Rappeneau, sorti en 1982.

## Synopsis
Victor Valance a quitté Paris depuis plusieurs années, laissant derrière lui sa mère et ses trois filles, pour réaliser de sombres opérations de casinos aux Bahamas et au Canada. Sa fille aînée, Pauline, est polytechnicienne, au cabinet du ministre des finances, et s'occupe de toute la famille depuis la mort de sa mère.
Victor revient à Paris et, usant de son charme habituel, persuade sa mère de lui donner procuration pour vendre son immeuble et placer l'argent dans la réfection d'un casino au bord du lac Léman. Tout ceci à l'insu de Pauline qui sent l'arnaque, mais finit par être dans l’obligation de voler à son secours.

## Fiche technique
Sauf indication contraire, les informations mentionnées dans cette section peuvent être confirmées par le générique de fin de l'œuvre audiovisuelle présentée ici, ainsi que par la base de données cinématographiques Unifrance,  présente dans la section « Liens externes ».
- Titre original : Tout feu, tout flamme
- Titre international : All Fired Up
- Réalisation : Jean-Paul Rappeneau, assisté de Bernard Stora (seconde équipe), Thierry Chabert et John Lvoff
- Scénario, adaptation et dialogues : Joyce Buñuel, Élisabeth Rappeneau et Jean-Paul Rappeneau
- Musique : Michel Berger
- Décors : Hilton McConnico
- Costumes : Catherine Leterrier
- Photographie : Pierre Lhomme
- Son : Jean-Pierre Ruh
- Montage : Marie-Josèphe Yoyotte
- Production : Philippe Dussart
- Sociétés de production : Les Productions Philippe Dussart, Filmédis et FR3 Cinéma
- Société de distribution : Gaumont Distribution (France)
- Pays de production :  France
- Langue originale : français
- Format : couleur (Fujicolor) — 35 mm — 1,66:1 (Panavision) — son mono
- Genre : comédie dramatique
- Durée : 108 minutes
- Date de sortie :
  - France : 13 janvier 1982
- Affiche : René Ferracci (France)

## Distribution
- Yves Montand : Victor Valance, le père, aventurier et séducteur
- Isabelle Adjani : Pauline Valance, l'aînée, polytechnicienne
- Alain Souchon : Antoine Quentin
- Lauren Hutton : Jane
- Jean-Luc Bideau : Raoul Sarazin
- Pinkas Braun : M. Nash
- Madeleine Cheminat : Mme Valance, la mère
- Jean-Pierre Miquel : le ministre de l'Économie et des finances
- Jean Rougerie : le médecin
- Jeanne Lallemand : Delphine Valance
- Amélie Gonin : Juliette Valance
- Facundo Bo : le secrétaire de Nash
- Pierre Le Rumeur : M. Brenno
- Rose Thierry : Mme Chapon
- Hubert Saint-Macary : un assistant du ministre

## Production

### Tournage
- Des scènes initiales du film se passent successivement dans différents sites parisiens : le défilé militaire d'un 14 juillet entre Champs-Elysées et Concorde, une salle panoramique du restaurant La Tour d'Argent de bord de Seine, l'entrée de l'hôtel palace Plaza Athénée avenue Montaigne, etc.
- La maison que le père montre à ses deux plus jeunes filles et à sa mère, qui est à Saint-Cloud dans le film, est en réalité à Meudon.
- Les scènes censées se passer dans le casino au bord du lac Léman racheté par Victor Valance ont en réalité été tournées à Saint-Cloud, dans le bâtiment qui est maintenant le musée municipal des Avelines, avant sa rénovation par la ville. Quelques scènes ont été tournées dans le casino l'Impérial d'Annecy qui était à l'époque à l'abandon et à l'état de ruine.

### Musique
La musique du film est composée et produite par Michel Berger, dont la bande originale est sortie en vinyle par le label WEA :
1. Générique (1:16)
2. Découverte du casino par Pauline (2:00)
3. Between You and Me, interprétée par Yvonne Jones (2:10)
4. Le Thème de Victor (0:53)
5. Radio de bord (1:18)
6. La Colère de Pauline (0:50)
7. La Menace (1:45)
8. Générique fin (1:45)

## Box-office
Ce film a occupé la 14e place au box-office l'année de sa sortie, avec 2 279 445 spectateurs en salles[réf. incomplète].

## Autour du film
- La comédienne Madeleine Cheminat, qui interprète la mère du personnage d'Yves Montand, n'avait en réalité que treize ans de plus que l'acteur.
- À l'époque du film, Lauren Hutton était un des plus célèbres mannequins du monde.
- Jean-Paul Rappeneau a signalé avoir été fortement influencé par la lecture du Roi Lear pendant l'écriture du scénario. On retrouve ainsi certains liens entre les deux histoires : Yves Montand en vieux roi, et Isabelle Adjani en Cordélia, la fille sévère, mais fidèle[3].
- Deuxièmes rôles au cinéma pour Alain Souchon et Hubert Saint-Macary.
- Le film est annonciateur des années « fric et frime » de la décennie 1980 : un personnage flambeur et indigne de confiance (Yves Montand) l’emporte face à sa fille sérieuse et fiable, escroque sa propre mère, et est cependant considéré comme le héros du film, qui gagne à la fin et voit ses manigances récompensées.
- La toute fin du générique du film comporte un ajout avec la phrase : « Les noms de tous les personnages de ce film sont purement imaginaires ».
- En 2024, après le décès de Marie-France Garaud, Isabelle Adjani rappelle sur ses réseaux sociaux que le réalisateur lui a demandé de s'inspirer de cette personnalité politique pour son personnage de Pauline Valance.